# Dominique Fury
 (juillet 2015).
Si vous disposez d'ouvrages ou d'articles de référence ou si vous connaissez des sites web de qualité traitant du thème abordé ici, merci de compléter l'article en donnant les références utiles à sa vérifiabilité et en les liant à la section « Notes et références ».
Dominique Jeantet, dite Dominique Fury, est une artiste peintre et plasticienne française, née le 20 juin 1956 à Paris.

## Biographie
Selon les sources, sa date de naissance varie de 1952, à 1953 ou 1956.
Après des études à la Maison d’éducation de la Légion d’honneur, puis à l'IEP de Paris, elle rejoint le collectif Bazooka et y apprend la sérigraphie qui deviendra le véhicule et le médium principal de son travail d'artiste peintre et plasticienne française.
Figure de la scène punk parisienne dans les années 1980, elle côtoie la Figuration libre et des pionniers du Street-art (avec qui elle partage les techniques du pochoir).
Travaillant sur des supports diversifiés (toiles industrielles, fourrures, tissus), elle assemble et remixe des motifs et des images qu’elle puise à de nombreuses sources (presse, manuels, encyclopédies) et dans la nature même.
« Dominique appartient à la deuxième génération européenne des artistes pop, elle a beaucoup travaillé sur le thème de l'image de la femme dans la société contemporaine ».
Dominique Fury se rattache au Pop Art eu au courant Néo pop.
Pour Gérald Gassiot-Talabot, « avec ses figures venues de partout, ses résidus de la mémoire, ses images qui nous piègent dans les médias, celles qui appartiennent à un musée imaginaire très contemporain, Dominique Fury sait où elle est et ignore ou elle va ».
En 2000, elle entame des collaborations avec d’autres artistes : l’ex-Bazooka Loulou Picasso, Jérôme Mesnager Philippe Waty (ex-Musulman Fumant), Chanoir, Chen Jianghong, et plus récemment le graffitiste Shuck One.
Elle collabore avec Jacques Monory en 2007 autour du Monory/Fury Dubaï Project.
Dominique Fury utilise les propriétés de l’électricité statique pour animer les mystérieuses créations d'ElectricLadyLands. "Dominique Fury donne ainsi naissance « à un monde artificiel en fourrure acrylique sous Plexiglas électrique, interactif. Il est habité par des animaux, des méduses des princesses, tous activés par l'électricité statique qui résulte du frottement de la main sur le plexiglas".
Dominique Fury figure parmi les 50 artistes réunies et documentées par Pascale Le Thorel dans L'Art contemporain par les femmes.
Beaux-Arts de Paris éditions avec le soutien de l'ADAGP, dans le cadre de la bourse Collection Monographie, et de la fondation agnès b. publie en 2023 une monographie : « Fury - Reine de l'underground ».

## Expositions personnelles
- 1998 : galerie du Jour (Agnès b), Paris
- 1999 :
  - Fury meets Waty, galerie Les Singuliers, Paris
  - I love decoration, Fury-Waty, Habitat, Paris
  - Jeux de Jouy, galerie Atlante, Paris
- 2000
- 2005 : Territoires électroniques, Fondation Vasarely, Aix-en-Provence
- 2007 :
  - Monory/Fury Dubaï Project, galerie 208, Paris
  - Nuevo Pop, Galeria Christopher Pashall, Bogota (Bolivie)
- 2010 : Fury in Kyoto, Seika University, Japon
- 2012 :
  - Crystal Pop, galerie Estace/Beaubourg, Paris
  - Fury Electric Lady, galerie Caplain-Matignon, Paris
  - Past Present Futur, galerie les Singuliers, Paris
  - Innocence, galerie Lavignes-Bastille, Paris
  - Fury n’Shuck One, Galerie Estace/Beaubourg, Paris
- 2016 :
  - Inauguration Boutique Beaumarchais, Paris
  - La danse des lucioles dans les nuits surveillées, Galerie Estace, Paris
  - Œuvres collectives des années 1980 /2000, Galerie Intuiti, Paris
- 2017 :
  - Alice passing Through, Agnès b, inauguration Espace-galerie, Hong Kong

## Expositions collectives
- 1985 : Dix jeunes pour demain, Maison de la Culture, Amiens
- 1986 : La nuit perpendiculaire, Entrepôts Frigorifiques, Paris
- 1988 :
  - Grands et jeunes d'aujourd'hui, Grand Palais, Paris.
  - Nos héros sont fatigués, Etend'arT, ministère de la Culture, Vienne.
- 1989 : Gitanes, SEITA, Espace Cardin, Paris
- 1990 : Rimbaud l'autre visage, musée Rimbaud, Charleville-Mézières
- 1991 : Art et Plasturgie, Maison de la culture. Saint-Avold
- 2001 : La Vie En Rose, galerie Seine 51, Paris
- 2002 : Fury/Waty, galerie Area, Paris
- 2004 : Peinture/cinéma, galerie Area, Paris,
- 2006 : Les nouveaux POP, galerie Salvador, Paris
- 2009 :
  - Urban Art, galerie 208, Paris
  - De la peinture au trait : 40 ans de figuratif, Espace culturel François Mitterrand, Périgueux
- 2010 :
  - Stimuli/Hokusaî, Studio 55, Espace Cardin, Paris
  - Des jeunes gens modernes, galerie Agnès B, Paris[14]
- 2012 :
  - Art contemporain et Bande dessinée, couvent des Cordeliers, Paris
  - 44 peintres : de l’Art contemporain à l’Art urbain, Artfiller Gallery, Bruxelles
- 2013 :
  - Art Festival Garikula, Tbilissi (Géorgie)
  - L’Art d'aimer, galerie 208, Paris
- 2014 : 
  - Magnolia Event, Genève
  - Paris galerie Estace
- 2015 :
  - Tbilissi, Artisterium8 international contemporary Art(catalogue)
  - Tbilissi, Georgie Garikula Festinova, œuvre in situ Le 7e continent
  - Basel Scope, galerie Estace
  - Paris Art Fair, galerie Estace
- 2016 :
  - Galerie Estace, Paris
  - Galerie du Passage - Pierre Passebon, Paris
- 2018 :
  - New Galerie, Paris
  - Galerie Mark Hachem, Paris
- 2019 :
  - Art Paris Art Fair, Grand Palais, Paris
  - Volta Basel Art Fair, Bâle, Suisse
  - Galerie Mark Hachem, Paris
  - New Galerie, Paris

### Parutions et presse
- Jean Seisser, À la gloire des Bazooka, Robert Laffont, 1981
- Jean Luc Chalumeau, L'art au Présent en France, 1986
- Jean Luc Chalumeau, 10 jeunes pour demain, 1986
- Nicolas Bourriaud, Métaphysique du flipper, 1986
- Nicolas Bourriaud, Dominique Fury, New Art, 1987
- Gérald Gassiot-Talabot, « Une panthère rose », Opus, no 136, 1998
- Lulu Larsen et Maurice Ronai, « Fury et les garçons », Area revue, no 3, 2002, p. 27.
- Jean-Luc Chalumeau, La force de l’art, Cercle d’Art, 2006
- Jean-Luc Chalumeau, Les nouveaux Pop, Cercle d’Art contemporain, 2006
- Jean-Luc Chalumeau, Peinture / Photographie, Éditions du Chêne, 2007
- Patrick Amsellem, Femmes du XXe siècle, Paris Musées, 2007
- Jean-Luc Chalumeau, Coca-Cola dans l’Art, Éditions du Chêne, 2008  (ISBN 2842779169)
- (en) Bénézit, 2010, 20608 p. (ISBN 978-0-19-977378-7 et 9780199899913, lire en ligne)
- Le Delarge (lire en ligne)
- (en + it) Jane Fortune et Linda Falcone, Invisibile women. Forgotten artist of Florence. Ediz. italiana e inglese, Florence, TheFlorentinePress, 2010, 221 p. (ISBN 978-88-902434-5-5, lire en ligne), p. 209
- Avec Gaël Peltier, Michael Landy et François Michaud, « Détruire, dit-elle », Perspective, 2 | 2018, 85-104 [mis en ligne le 30 juin 2019, consulté le 31 janvier 2022. URL : http://journals.openedition.org/perspective/11225 ; DOI : https://doi.org/10.4000/perspective.11225].